# Tapolca
Tapolca je mesto na Madžarskem v bližini Blatnega jezera, ki upravno spada pod podregijo Tapolcai Županije Veszprém.

## Izvor imena
O izvoru imena še ni soglasja, saj lahko izvira iz madžarske besede Tapolcza, kar pomeni »prostor na visokem«, zaradi položaja mesta na manjšem griču, ali pa iz slovanske besede Tapolča, kar pomeni »topli izviri« (toplice po slovensko). V srednjem veku je bilo naselje znano tudi kot Turul ali Turultapolca.

## Zanimivosti

### Jezerna jama
V središču mesta leži približno 3000 m dolg edinstveni jamski sistem s podzemnim jezerom. Za javnost je bil deset let po odkritju odprt leta 1912. Za raziskovanje jezer so v najem na voljo čolni. 
Približno 15-20 metrov pod mestom je v miocenskih apnencih nastal razvejan 5 kilometrov dolg jamski sistem. Ta vključuje tudi 3,3 km dolgo Jezersko jamo, ki je večinoma zalita s kraško vodo. Jamo so odkrili leta 1903 med kopanjem vodnjaka. Zahvaljujoč raziskovanju so od leta 1937 naprej možni krožni obhodi s čolni. Zaradi edinstvenega izvora ter zanimivh tvorb je bila jama prvič zaščitena leta 1942, pod strogo zaščito pa je od leta 1982 dalje. 
Mešanica hladne kraške vode in termalne vode, ki se dviga iz globin, razjeda apnenec. Sprva le majhni prehod s časom postajajo vedno širši in čez čas nastanejo široke dvorane in prehodi. V jami ni kapnikov, saj več metrov debela plast gline preprečuje pronicanje vode s površja. Iz jamske vlage se tvorijo le apnenčaste oblike (jamske korale in kristali aragonita). V zaprte prostore ne morejo netopirji, tako da je največji vretenčar v jami 10 cm dolga ribica (Phoxinus phoxinus L.), ki v jamo verjetno pride skozi mokre prehode iz jezerca Malom-tó (ribnik ob mlinu). Vlažnost zraka v jami je skoraj 100% in se zaradi vsebnosti kalcija ter stalne temperature 20 °C v oddelkih mestne bolnišnice z dostopom do jame uporablja za zdravljenje dihalnih obolenj. Koncentracija radona v jami nima vpliva na obiskovalce.

### Ribnik ob mlinu
Romantični del mesta je ribnik ob mlinu (Malom-tó). Z Glavnega trga je skozi majhno dvorišče s skulpturo »Štirje letni časi« (avtor: László Marton) dostopen tudi zgornji ribnik.

### Vrt ruševin
Cerkveni grič je srednjeveško središče mesta Tapolca. Romanska cerkev je bila zgrajena v 13. stoletju in po turških vpadih v baročnem stilu prenovljena 1756.

### Šolski muzej
Obsežna pedagoška zbirka.

### Glavni trg
Bivša tržnica mesta je kot trgovsko središče delovala že od davnine. Sredi trga stoji kip Svete trojice iz 1757; na trgu pa je videti tudi kip Male princese. 

## Fotogalerija
- Izlet s čolnom po Jezerski jami, Tapolca
- Apnenčaste tvorbe v jami, Tapolca
- Ribnik pri mlinu
- Stari mlin
- Kip Štirje letni časi
- Vhod v jamo